# Theophil Andreas Volckmar
Theophil Andreas Volckmar, również jako Theophilus Andreas Volckmar (ur. 1684 w Szczecinie, zm. 1768 tamże) – niemiecki kompozytor i organista epoki baroku.
Był synem Johanna Arnolda Volckmara, organisty w dawnym kościele św. Gertrudy (dziś ewangelicki kościół Świętej Trójcy na Łasztowni) oraz w kościele św. Piotra i Pawła. W tej ostatniej świątyni Theophil Andreas od 1708 pełnił obowiązki następcy swojego ojca, lecz już w 1712 przeniósł się do Gdańska, gdzie został organistą w tamtejszym kościele Świętej Trójcy, a od 1717 w kościele św. Katarzyny. W roku 1730 przeprowadził się do Koszalina, a w 1733 powrócił do swojego miasta rodzinnego, gdzie został organistą w szczecińskim kościele św. Jakuba.
Był wirtuozem organów, ponadto kompozytorem, należącym stylistycznie już do późnej fazy baroku. Stylistyka jego utworów pozostaje często pod wpływem muzyki włoskiej, co odróżnia je od większości ówczesnych prowincjonalnych kompozytorów północnych Niemiec. Komponował utwory przeznaczone na organy, ale też sonaty na skrzypce z towarzyszeniem organów. Ponadto w jego dorobku znajdują się arie, kantaty, oratorium oraz ewangelickie pieśni kościelne.

## Dyskografia
Muzyka Volckmara przez stulecia była zupełnie zapomniana. Dziś pojedyncze jego utwory bywają wykonywane, a czasem także nagrywane (w Polsce i Niemczech) na płyty CD jako cymelia muzyczne. Oto niektóre płyty, gdzie w zbiorze różnych nowo odkrytych utworów muzycznych znajdują się dzieła Volckmara:
- Jedynie do Ciebie, Panie – Skarby muzyki dawnego Gdańska, FCD 01214
- Martin Rost – Orgellandschaft Pommern